# پوترو لاتیفولیا
پوترو لاتیفولیا (نام علمی: Grewia latifolia) نام یک گونه از سرده پوترو است.